# Stop Killing Games
Stop Killing Games ("Sluta döda datorspel") är en konsumentrörelse och ett medborgarinitiativ från 2024 som startades av Ross Scott med målet att bevara datorspel efter att de tagits offline. Initiativet startades efter att The Crew, ett racingspel som krävde konstant internetanslutning trots att det mestadels var singeplayer-spel, stängdes ner. Initiativet blev snabbt populärt och bevakades av olika youtubare och nyhetskanaler och gav upphov till flera namninsamlingskampanjer.

## Bakgrund
The Crew var ett racingspel från 2014 som publicerades av Ubisoft. Det krävde en konstant internetanslutning för att spela, även i enspelarläge; att försöka att starta spelet offline resulterade i ett felmeddelande. Den 15 december 2023 avlistade Ubisoft The Crew från digitala butiker och meddelade att spelets servrar skulle kommat att stängas ner den 1 april 2024, vilket gjorde spelet ospelbart.

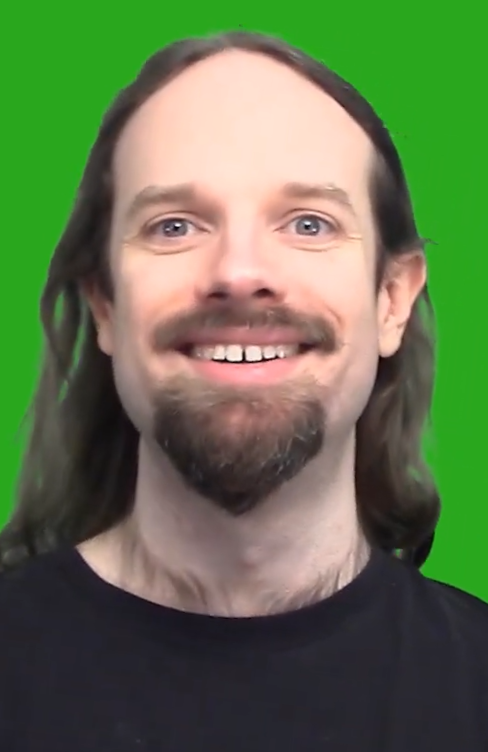
Ross Scott, 2021

Ross Scott är en youtubare som främst är känd för sin machinima-serie Freeman's Mind. Han är kritisk till att onlinespel stängs ner och beskriver det som ett "angrepp på både konsumenträttigheter och bevarandet av media" och jämför det med filmstudior under stumfilmseran där de "brände sina egna filmer efter att de var klara med att visa dem för att återställa silverinnehållet", samtidigt som han påpekar att "de flesta filmer från den eran är borta för alltid ". År 2019 kritiserade Scott det så kallade "games as a service" och kallade det "bedrägeri".
I april 2024, efter att The Crew stängts ner, släppte Scott en video på sin YouTube-kanal där han introducerade Stop Killing Games och lanserade en webbplats för medborgarinitiativet. Initiativet uppmuntrar användare att skriva under namninsamlingar för att få spelutgivare att tillhandahålla sätt att spela spel efter att stödet upphört, till exempel att lägga till ett offline-läge eller en möjlighet att vara värd för privata servrar. Han var även med och lanserade flera namninsamlingar, exempelvis till generaldirektoratet för konkurrens, konsumentfrågor och bedrägeriskydd i Frankrike, en namninsamling till det brittiska parlamentet samt ett europeiskt medborgarinitiativ i Europeiska unionen, varav det senare fick över 350 000 underskrifter under de första två månaderna.
Den brittiska regeringen besvarade namninsamlingen till det brittiska parlamentet och uppgav att "det inte finns något krav i brittisk lag som tvingar mjukvaruföretag och leverantörer att stödja äldre versioner av sina operativsystem, programvara eller anslutna produkter". År 2025 avbröts namninsamlingen på grund av allmänna val. En ny namninsamling startades som snabbt fick över 10 000 underskrifter, vilket var den mängd som behövdes för ett garanterat svar från regeringen. I februari 2025 svarade den brittiska regeringen på den nya namninsamlingen och uppgav då att den "inte hade några planer på att ändra konsumentlagstiftningen om digital föråldring".
I maj 2025 publicerade Scott ett kalkylblad med olika online-baserade datorspel och deras spelbarhetsstatus. Enligt kalkylbladet var 68 % av de 731 spelen antingen ospelbara eller i riskzonen för att stängas ned. Endast 16 spel som var spelbara efter ha stängts ned har räddats av utvecklarna, medan de övriga 110 har bevarats av fans.
Det europeiska medborgarinitiativet fick snabbt många underskrifter i början men tappade fart och blev stående kring cirka 500 000 underskrifter, vilket är 50 % av den mängd som behövs för att EU-kommissionens representanter ska vidta någon åtgärd. I juni 2025 laddade Scott upp en video där han påminde folk om namninsamlingen och påpekade att problemet med den otillräckliga mängden underskrifter "inte är att få spelare att bry sig om spel; det är att få folk att bry sig om vad som helst".
Den 2 juli 2025, nådde den brittiska namninsamlingen 100 000 underskrifter, vilket betyder att den kommer att övervägas att debatteras i det brittiska parlamentet. En dag senare, 3 juli, 2025, nådde det europeiska medborgariniativet en miljon underskrifter, vilket betyder att EU-kommissionen kommer att ta upp den för debatt. Scott uttryckte dock att fler underskrifter behövs eftersom eventuella ogiltiga sådana kommer att ogiltigförklaras.
Den 31 juli avslutades naminsamlingen för medborgarinitiativet med slutantalet 1 488 270 underskrifter.